# Orde van het Gouden Hert
De Orde van het Gouden Hert (Pools: "Order Złotego Jelenia") werd op 23 augustus 1672 ingesteld als jachtorde van de toen twaalfjarige George Willem van Liegnitz, hertog van Legnica, Brieg en Ohlau (1660 - 1675). Hij was de laatste vorst uit het Poolse Huis van Piasten en regeerde over delen van Silezië . 
Aanleiding voor het instellen van een ridderorde was de troonsbestijging van hertog Georg Wilhelm. De orde had een enkele graad. De leden droegen als versiersel een gouden eikenblad met daarop een door twee ketenen gebonden hert. Op de keerzijde was een rood geëmailleerd hart met daarop een wit kruis afgebeeld. 
Het versiersel werd gedragen aan een goudgeborduurd groen lint.
De Orde van het Gouden Hert was de eerste in Polen ingestelde ridderorde. Het instellen van jachtorden was een traditie onder de vorsten van de barok. In een dergelijke orde verzamelde een vorst edellieden die hem na stonden. De jacht, het adellijke tijdverdrijf par excellence, was de verbindende factor tussen vorst en de edellieden van zijn hof. 
De vroege dood van hertog Georg Wilhelm, hij stierf tijdens de jacht aan de pokken, betekende het einde van zijn dynastie, van zijn hertogdommen en van deze ridderorde.